# Juan Álvarez Benítez

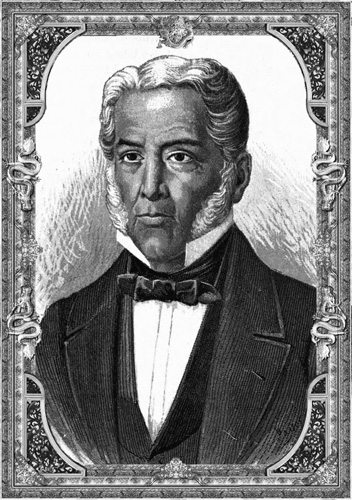
Juan Álvarez Benítez

Juan Nepomuceno Álvarez Benítez (meist nur Juan Álvarez, * 27. Januar 1790 in Santa María de la Concepción Atoyac; † 21. August 1867 in Acapulco) war vom 4. Oktober bis zum 12. November 1855 Interims-Präsident von Mexiko.

## Leben
Juan Álvarez war ein Grundbesitzer von indianischer Abstammung. Im Jahr 1811 unterstützte er eine (erfolglose) Kampagne für die Unabhängigkeit Mexikos von Spanien. Er war auch an der Revolte von 1822/23 beteiligt, die den Sturz von Agustín de Itúrbide zur Folge hatte. Im Jahr 1847 kämpfte er gegen die Vereinigten Staaten. Zwei Jahre später wurde er Gouverneur des neuen Staates Guerrero. Als Antonio López de Santa Anna seine Herrschaft 1853 wieder errichtete, war Álvarez’ Position noch nicht gefährdet. Erst 1854 erhob er sich gegen Santa Anna, der die Macht in Guerrero übernehmen wollte. Nachdem Santa Anna im Jahr 1855 ins Exil geflohen war, übernahm Álvarez die Kontrolle über die provisorische Regierung, die sich in Cuernavaca befand. Er trat aber bald zugunsten von Ignacio Comonfort, seinem Verbündeten im Kampf gegen Santa Anna, zurück.
Seine Regierung war der Beginn einer liberalen Richtung, später als La Reforma bekannt, die ihren Höhepunkt in der Verfassung von 1857 hatte.

## Ehrungen
Nach Juan Álvarez wurde der Flughafen in Acapulco benannt.